# Primera División de Costa Rica 1930
Die Saison 1930 war die 10. Spielzeit der Primera División de Costa Rica, der höchsten costa-ricanischen Fußballliga. Progreso wurde im Laufe der Saison ausgeschlossen. Es nahmen sieben Mannschaften teil. Heredia holte seinen 5. Meistertitel.

## Austragungsmodus
- Die sieben teilnehmenden Teams spielten in einer Einfachrunde (Hin- und Rückspiel) im Modus Jeder gegen Jeden den Meister aus.
- CS Progreso zog sich im Laufe der Saison zurück, die schon gespielten Begegnungen wurden nicht gewertet.

## Endstand

### Reguläre Runde
| Pl.             | Verein             | Sp. | S | U | N  | Tore    | Diff. | Punkte |
| --------------- | ------------------ | --- | - | - | -- | ------- | ----- | ------ |
| 1.              | CS Herediano*      | 10  | 6 | 2 | 2  | 026:120 | +14   | 14     |
| 2.              | SG Española*       | 10  | 7 | 0 | 3  | 020:120 | +8    | 14     |
| 3.              | LD Alajuelense     | 10  | 5 | 2 | 3  | 020:140 | +6    | 12     |
| 4.              | CS La Libertad (M) | 10  | 4 | 3 | 3  | 012:130 | −1    | 11     |
| 5.              | Orión FC (N)       | 10  | 4 | 1 | 5  | 026:170 | +9    | 09     |
| 6.              | Corsarios FC (N)   | 10  | 0 | 0 | 10 | 007:430 | −36   | 0      |
| 7.              | CS La Libertad     | 0   | 0 | 0 | 0  | 000:000 | ±0    | 0      |
| Stand: Endstand |                    |     |   |   |    |         |       |        |

| * | Um Meister zu werden, musste man (nach dem damaligen Reglement) mindestens einen Punkt mehr als der Zweitplatzierte haben, daher wurde ein Entscheidungsspiel angesetzt. |

### Meisterschafts-Spiel
| Tabellenerster | Ergebnis | Tabellenzweiter |
| -------------- | -------- | --------------- |
| CS Herediano   | 4:2      | SG Española     |